# Anni di fango
La locuzione anni di fango viene utilizzata per identificare un periodo della storia della Repubblica Italiana che coincide all'incirca con gli anni ottanta.
Coniando questa definizione, Indro Montanelli reagì al disvelamento - mercé le inchieste di Mani pulite - della cleptocrazia nel periodo immediatamente successivo alla fine degli anni di piombo: la locuzione è oggi entrata nel linguaggio comune, a designare un lungo periodo di tempo contrassegnato da eventi particolarmente negativi.

## Origine
L'espressione deriva dal titolo L'Italia degli anni di fango, che Indro Montanelli diede al volume della sua Storia d'Italia dedicato agli anni 1978-1993, un periodo che inizia pressappoco con l'elezione di Sandro Pertini a Presidente della Repubblica e si conclude con la scoperta di Tangentopoli e l'avvio dell'inchiesta mani pulite.
Il libro è il seguito de L'Italia degli anni di piombo (1965-1978), dedicato agli anni settanta, entrambi scritti in collaborazione con il giornalista Mario Cervi.

## Contesto storico
Essa sottende un palese giudizio negativo su un decennio in cui la società italiana, malgrado il raggiunto benessere economico e l'inizio dello sviluppo tecnologico che si realizza in quegli anni, inizia un progressivo declino a causa di una classe politica particolarmente corrotta.
In contrapposizione a quella linea di sviluppo della società italiana, e soprattutto con la pubblicizzazione della scoperta dell'esistenza della P2 nel maggio 1981 (un'organizzazione massonica deviata con fini di sovversione dell'assetto socio-politico-istituzionale dell'Italia, di cui risultò una lista con circa 2000 iscritti appartenenti alle alte istituzione e all'altra società), il segretario del Partito Comunista Enrico Berlinguer pose nuovamente la questione morale come priorità della gestione della cosa pubblica, troppo spesso elusa. 
Vi furono anche casi di tangenti (tipo nell'affair ENI del 1983), casi di corruzione varia (tipo nel fallimento del Banco Ambrosiano) e casi di collusione dei ceti dirigenti con organizzazioni criminali come Cosa nostra.